# Back to the Light
| 전문가 평가   | 전문가 평가 |
| 평가 점수     | 평가 점수   |
| 출처          | 점수        |
| ------------- | ----------- |
| AllMusic      | [ 1 ]       |
| Rolling Stone | [ 2 ]       |

《Back to the Light》는 1992년 9월 28일 영국에서, 1993년 2월 2일 미국과 캐나다에서 발매된 퀸의 기타리스트 브라이언 메이의 데뷔 솔로 스튜디오 음반이다. 이 음반에는 톱 10 싱글 〈Too Much Love Will Kill You〉와 〈Driven by You〉가 수록되어 있다. 《Back to the Light》는 영국 음반 차트에서 6위, 미국 빌보드 200에서 159위로 정점을 찍었다.

## 배경
이 음반은 1988년에서 1992년 사이에 앨러튼 힐 스튜디오에서 녹음되었고 메트로폴리스 스튜디오에서 혼합되었다. 이 음반은 1983년 《Star Fleet Project》에 이어 브라이언 메이의 두 번째 비(非) 퀸 음반이다.
트랙 〈Just One Life〉는 1989년에 사망한 배우 필립 세이어를 기리기 위해 쓰여졌다. 〈Rollin' Over〉는 《Ogdens' Nut Gone Flake》 음반에 수록된 스몰 페이시스 노래의 커버이다. 마지막 음반 버전에서는 "shit for brains" 가사로, "well, fuck you" 가사는 "that's a shame"로 대체되었다. 오리지널 버전은 RCD 매거진 4호에 포장된 무료 CD를 제외하고 공식적으로 발매된 적이 없다.
퀸 음반 《Innuendo》에서 발매된 곡 〈Headlong〉과 〈I Can't Live with You〉는 원래 《Back to the Light》에 포함될 예정이었지만, 브라이언 메이가 프레디 머큐리가 트랙을 부르는 것을 들었을 때, 대신 퀸 노래가 되어야 한다고 결정했다. 이 음반의 또 다른 곡인 〈Too Much Love Will Kill You〉는 당시 저작권 문제로 발매되는 것을 막았지만, 퀸이 그들의 음반 《The Miracle》을 위해 녹음했다. 퀸의 버전은 1995년 마침내 《Made in Heaven》에서 발매되었다.

## 발매
이 음반의 미국판에는 보너스 트랙으로 〈Driven by You〉(코지 파월의 새 드럼 트랙과 닐 머리의 새 베이스와 함께)의 리믹스가 포함되었고, 다른 곳에서 〈Too Much Love Will Kill You〉 싱글의 B-사이드로 발행되었다. 한편, 일본판에는 〈Just One Life〉와 〈Too Much Love Will Kill You〉의 기타 버전이 수록되었는데, 이는 각각 〈Driven by You〉와 〈Too Much Love Will Kill You〉의 B-사이드였다.
2021년 6월, 메이는 이 음반을 《Brian May Gold Series》의 일부로 재발행될 것이라고 발표했고, 《Out of the Light》라는 제목의 보너스 트랙의 두 번째 디스크와 함께 포장되었다. 재발행은 8월 6일에 이루어졌다.

## 곡 목록
모든 곡들은 특별한 언급이 없는 한 브라이언 메이에 의해 작사/작곡하였다.
| #   | 제목                              | 작사·작곡                                | 재생 시간 |
| --- | --------------------------------- | ---------------------------------------- | --------- |
| 1.  | 〈The Dark〉                      |                                          | 2:20      |
| 2.  | 〈Back to the Light〉             |                                          | 4:59      |
| 3.  | 〈Love Token〉                    |                                          | 5:55      |
| 4.  | 〈Resurrection〉                  | 메이, 코지 파월, 제이미 페이지           | 5:27      |
| 5.  | 〈Too Much Love Will Kill You〉   | 메이, 엘리자베스 레이머스, 프랭크 머스커 | 4:28      |
| 6.  | 〈Driven by You〉                 |                                          | 4:11      |
| 7.  | 〈Nothin' But Blue〉              | 메에, 파월                               | 3:31      |
| 8.  | 〈I'm Scared (Justin's Mix '92)〉 |                                          | 4:00      |
| 9.  | 〈Last Horizon〉                  |                                          | 4:10      |
| 10. | 〈Let Your Heart Rule Your Head〉 |                                          | 3:51      |
| 11. | 〈Just One Life〉                 |                                          | 3:38      |
| 12. | 〈Rollin' Over〉                  | 로니 레인, 스티브 메리어트               | 4:36      |

## 인증
| 국가                       | 인증 | 판매량/출하량 |
| -------------------------- | ---- | ------------- |
| 영국 (BPI)                 | 골드 | 100,000^      |
| ^출하량을 기반으로 한 인증 |      |               |